# Schenkenbach (Nesselbach)
Der Schenkenbach ist ein Keuperbach am Nordrand der Ellwanger Berge im Gebiet der Gemeinde Frankenhardt im baden-württembergischen Landkreis Schwäbisch Hall. Nach 22⁄3 km insgesamt westlichen Laufs mündet er südlich des Weilers Markertshofen der Gemeinde von links in den Nesselbach. Sein Kerbtal am Oberlauf ist die Mörderklinge.

## Geographie

### Verlauf
Der Schenkenbach entsteht am Ostrand des Waldhanggewanns Höllberg nahe der Steige der aus Richtung Gründelhardt nach Vorderuhlberg führenden K 2637 auf einer Höhe von etwa 477 m ü. NHN. Von dort, etwa 200 Meter südlich des Weilers Birkhof und etwa 400 Meter nordwestlich des Ortsrandes von Vorderuhlberg, fließt der Bach zunächst nordwestwärts und durchquert bald als galerieloser, gerader Graben etwa 150 Meter lang recht flach eine Hangwiese und tritt dann in seinen Talwald ein.
In diesem tieft er sich rasch ein und kehrt sich sehr bald auf künftig beständig westsüdwestlichen bis westlichen Lauf durch sein am eingekerbten Oberlauf Mörderklinge genanntes Tal. Darin fließt er geschlungen und recht schmal in seinem sandigen bis kiesigem Bett, in dem oft Geröll liegt. Er nimmt von links her kleine kurze Zuflüsse und an nahen Hangquellen beginnende Gerinne auf.
Ein von Birkhof kommender naher Waldweg steigt am rechten Hang mehr und mehr ab. Wo er den Talgrund erreicht, weitet sich dieser und wird nunmehr von einem erlendominierten Talwäldchen bestanden. Der dort langsamer fließende Bach ist bis zu drei Metern breit, mäandriert und ist meist über einen halben Meter tief ins Gelände eingeschnitten.
Zweihundert Meter weiter fließt der Schenkenbach durch eine Verlandungszone mit Schilfröhricht in den etwa halbhektargroßen Hinteren Schenkensee ein, einen hinter einem Seedamm mit Waldweg angestauten Fischteich, in den von links die Halbinsel einer schon vor dem Anstau abgegangenen alten Burgstelle hereinragt.
Der Schenkenbach fließt aus dem See meist über einen Mönch ab, gleich unterhalb des Dammes mündet ein von rechts aus einer Klinge am unteren Hang des Berges Mörder kommender Nebenbach. In der nun breiten Talmulde, beidseits von Waldwegen begleitet, stehen hochstämmige Bäume. Sie wird bald vom Damm eines schon lange nicht mehr angestauten Sees gequert, den der Bach in einem mehrere Meter tiefen Durchstich durchfließt.
Bald danach fließt der Bach, wieder durch eine Verlandungszone mit Schilf, in den etwa viertelhektargroßen Vorderen Schenkensee ein, der ebenfalls hinter einem Wegdamm eingestaut ist und den er durch ein Gatter aus Holzlatten wieder verlässt. Gleich danach fließt von links der mit etwa einem halben Kilometer Länge größte Nebenbach von links zu, der unterhalb von Hinteruhlberg an der Grenze der offenen Hochwiesen zum Talwald entspringt und im oberen Bereich in einer Klinge läuft.
Der Schenkenbach verlässt danach den geschlossenen Talwald. Bis etwa 2010 floss er anschließend leicht gewunden in einer Talwiese zwischen den Bergspornen Schiedsberg links- und Koppbühl rechtsseits grabenartig und meist ohne Baum und Strauch am Ufer weiter. Im Zuge einer Renaturierung wurden dem Lauf entlang teils mehrere Reihen Gehölz angepflanzt und auch eine frühere verrohrte bäuerliche Überfahrt durch eine Furt mit gelegten Steinplatten ersetzt. Der wohl auch abschnittsweise weniger stark als vordem eingetiefte Bach mit meist lehmigem Grund kann nun kleinräumig zu pendeln beginnen.
Nach diesem letzten, etwa 0,8 km langen Abschnitt des Bachs in offener Talaue fließt er auf 396,4 m ü. NHN von links in den von Norden aus dem Weiler Markertshofen kommenden Nesselbach ein, der danach etwa in der Zuflussrichtung des Schenkenbachs weiterläuft. Der Schenkenbach mündet nach insgesamt 2,7 km langem Lauf mit mittlerem Sohlgefälle von etwa 30 ‰ rund 81 Höhenmeter unterhalb seines Ursprungs am östlichen Höllberg.

### Einzugsgebiet
Der Schenkenbach hat ein 2,3 km² großes Einzugsgebiet im Unterraum Ellwanger Berge und Randhöhen des Naturraums der Schwäbisch-Fränkischen Waldberge; der Bachlauf trennt den Teilraum Burgberg-Vorhöhen und Speltachbucht im Norden vom Teilraum Ellwanger Berge im Süden. Die beiden höchsten Punkte liegen am Südostrand zwischen Vorder- und Hinteruhlberg nahe dem Wasserturm am Nordrand des Waldgebietes Schäfer auf etwa 516 m ü. NHN und auf dem flachen Gipfel des Hochplateaus auf dem Berg Mörder in der Mitte der nördlichen Wasserscheide, der 515,4 m ü. NHN erreicht.
Auf etwa zwei Dritteln der Fläche steht Wald, offene Flur mit einigen Äckern darin gibt es vor allem auf der Hochfläche der Ellwanger Berge in einer breiten Rodungsschneise zwischen Vorder- und Hinteruhlberg sowie in Gestalt von Wiesen am oberen linken Talhang sowie in der Aue nach dem vorderen Schenkensee. Bis auf einen winzigen Obersontheimer Randzwickel auf dem Schmiedsberg-Sporn ganz im Westen gehört das gesamte Gebiet zur Gemeinde Frankenhardt.
Reihum grenzen die Einzugsgebiete der folgenden Nachbargewässer an:
- Im Nordwesten gelangt der Abfluss jenseits der Wasserscheide über den Klingenteichbach und dann den untersten Rötelsbach oberhalb des Schenkenbachs in den Nesselbach, dessen Wasser über die Bühler in den Kocher abfließt;
- im Nordnordosten liegt das Quellgebiet des Stettbachs, der über die Speltach zur Jagst entwässert;
- im Nordosten und Osten fließt ein kleiner Zufluss zum Brechbach, im Osten der Brechbach zum Stettbach;
- hinter einem nur kurzen Stück südöstlicher Wasserscheide liegt das Quellgebiet der Blinden Rot, die weit oberhalb der Bühler in den Kocher mündet;
- im Südsüdosten grenzt das Einzugsgebiet des Blinde-Rot-Zuflusses Kaltenbach an;
- im Süden und Südwesten läuft dessen nächster Zufluss Mailandbach zum Nesselbach.

### Zuflüsse und Seen
Liste der Zuflüsse und  Seen von der Quelle zur Mündung. Gewässerlänge, Seefläche, Einzugsgebiet und Höhe nach den entsprechenden Layern auf der Onlinekarte der LUBW. Andere Quellen für die Angaben sind vermerkt.
Ursprung des Schenkenbachs auf etwa 477 m ü. NHN ca. 0,3 km südlich von Frankenhardt-Birkhof und ca. 0,5 km westnordwestlich von Frankenhardt-Vorderuhlberg am Waldhang des östlichen Höllbergs.
- (Klingenbach vom westlichen Höllberg herab), von links und Südosten auf etwa 428 m ü. NHN, ca. 0,2 km und ca. 0,4 km². Entsteht auf etwa 446 m ü. NHN am westlichen Höllberg.
- Durchfließt auf etwa 420 m ü. NHN den Hinteren Schenkensee, 0,5 ha.
- (Klingenbach vom Mörder herab), von rechts und Nordnordosten auf etwa 418 m ü. NHN gleich nach dem vorigen, ca. 0,3 km und unter 0,1 km². Entsteht auf etwa 446 m ü. NHN am Mittelhang des Mörders.
- Durchläuft den durchstochenen Seedamm eines früheren mittleren Schenkensees.
- Durchfließt auf etwa 415 m ü. NHN den Vorderen Schenkensee, über 0,2 ha.
- (Klingenbach von den Hochwiesen herab), von links und Südosten auf etwa 411 m ü. NHN gleich nach dem vorigen, ca. 0,5 km und über 0,1 km². Entsteht auf etwa 455 m ü. NHN am westlichen Höllberg.
- (Hangbach vom Schmiedberg herab), von links und Westsüdwesten auf etwa 407 m ü. NHN, ca. 0,1 km und deutlich unter 0,1 km². Entsteht auf etwa 431 m ü. NHN am Hang des Schmiedbergs.

Mündung des Schenkenbachs von links und Osten auf 396,4 m ü. NHN in den Nesselbach ca. 0,9 km südlich der Ortsmitte von Markertshofen. Der Schenkenbach ist 2,7 km lang und hat ein 2,3 km² großes Einzugsgebiet.

## Geologie
Im Einzugsgebiet des Schenkensees stehen Mittelkeuper-Schichten vom Kieselsandstein (Hassberge-Formation) bis hinab zum Gipskeuper (Grabfeld-Formation) an. Der Kieselsandstein bedeckt den Anteil an der Hochebene zwischen Vorder- und Hinteruhlberg sowie das Hochplateau des Mörders. Darunter streichen an den oberen Hängen die Unteren Bunten Mergel (Steigerwald-Formation) aus, in denen der Bach seinen Lauf beginnt. Nochmals darunter gibt es eine flachere Hangpartie im Schilfsandstein (Stuttgart-Formation), der hier in ungewöhnlich großen Flächen vorkommt, darunter auf den tieferen Höhenstufen der Westsporne Schiedsberg und Koppbühl, und in dem die längeren Zuflüsse entstehen. Der Bachlauf wechselt etwa in der mittleren Mörderklinge in den Gipskeuper (Grabfeld-Formation) und mündet auch in dessen Schichthöhe. Das holozäne Auensediment beidseits des Baches setzt etwa zweihundert Meter vor dem Hinteren Schenkensee ein und begleitet ihn bis zur Mündung.
Der Schilfsandstein lieferte einen früher in der Region beliebten Baustein. Ein schon lange aufgelassener kleiner Steinbruch neben der Talsteige des Waldwegs von Birkhof ins Tal herab schließt unter anderem eine bis drei Meter hohe Schilfsandsteinbank auf und ist als Geotop ausgewiesen.

## Freizeit und Tourismus
Das Tal des Schenkenbach wird in der warmen Jahreszeit gerne von Spaziergängern aus der Umgebung besucht. Ein Parkplatz unmittelbar am Talwaldrand liegt nahe am Vorderen Schenkensee.
Ein Radweg aus dem unteren Speltachgrund führt von Hellmannshofen über den Birkhof an den Mittelhang des Mörders, über eine Seitentalklinge hinab zum Hinteren Schenkensee, weiter zum Vorderen Schenkensee und sodann übers anschließende Nesselbachtal nach Obersontheim.
Der Burgstall bei den Schenkenseen liegt mit der Halbinsel auf Privatgrund, der Zutritt ist verboten.

### LUBW
Amtliche Online-Gewässerkarte mit passendem Ausschnitt und den hier benutzten Layern: Lauf und Einzugsgebiet des Schenkenbachs

Allgemeiner Einstieg ohne Voreinstellungen und Layer: Daten- und Kartendienst der Landesanstalt für Umwelt Baden-Württemberg (LUBW) (Hinweise)
1. 1 2 3  Höhe nach dem Höhenlinienbild auf dem Hintergrundlayer Topographische Karte.
2. 1 2 3  Höhe nach grauer Beschriftung auf dem Hintergrundlayer Topographische Karte.
3. 1 2  Länge nach dem Layer Gewässernetz (AWGN).
4. 1 2  Einzugsgebiet nach dem Layer Basiseinzugsgebiet (AWGN).
5. ↑  Natur teilweise nach dem Layer Geschützte Biotope.
6. ↑  Länge abgemessen auf dem Hintergrundlayer Topographische Karte.
7. ↑  Seefläche nach dem Layer Stehende Gewässer.
8. ↑  Einzugsgebiet abgemessen auf dem Hintergrundlayer Topographische Karte.

### Andere Belege
1. ↑  Wolf-Dieter Sick: Geographische Landesaufnahme: Die naturräumlichen Einheiten auf Blatt 162 Rothenburg o. d. Tauber. Bundesanstalt für Landeskunde, Bad Godesberg 1962. → Online-Karte (PDF; 4,7 MB)
2. ↑  Geologie nach den Layern zu Geologische Karte 1:50.000 auf: Mapserver des Landesamtes für Geologie, Rohstoffe und Bergbau (LGRB) (Hinweise)
3. ↑  Geotopsteckbrief des aufgelassenen Schilfsandsteinbruchs in der Mörderklinge beim LGRB, abgefragt am 1. September 2023